# Los temerarios del aire
Los temerarios del aire (The Gypsy Moths) es una película estadounidense de 1969, mezcla de géneros de drama, acción y romance, dirigida por John Frankenheimer, con guion de William Hanley basada en el libro homónimo de James Drought. 
Esta producción reúne una vez más a Burt Lancaster y Deborah Kerr, que aparecieron juntos en películas como From Here te lo Eternity (1953) y Separate Tables (1958). Fue la única vez en el cine que Deborah Kerr aparece desnuda. Elmer Bernstein compuso la banda sonora.

## Elenco
- Burt Lancaster : Mike Rettig
- Deborah Kerr : Elizabeth Brandon
- Gene Hackman : Joe Browdy
- Scott Wilson : Malcolm Webson
- William Windom : John Brandon
- Bonnie Bedelia : Annie Burke
- Sheree North : la camarera
- Carl Reindel : piloto
- Ford Rainey : Stand owner
- John Napier : Dick Donford

## Sinopsis
Un equipo de paracaidistas itinerantes llamada de "The Gypsy Moths" (algo como "Polillas errantes ") llega a una pequeña ciudad del Kansas para una presentación durante el festivo de 4 de julio. Los componentes son el líder Mike Rettig, que preocupa los compañeros por arriesgar en sus saltos; Joe Browdy, socio temeroso de Retting, ansioso para dejar el negocio; y el joven Malcolm Webson, tenso por retornar a la ciudad natal. Ellos van hasta la casa de los tíos de Malcom, Elizabeth y John Brandon, para pasar la noche. Los tíos no quisieron adoptar Malcom cuando él hube quedado huérfano, encaminándolo a un orfanato. Elizabeth acaba envolviéndose románticamente con Mike, que decide que en la presentación hará la acrobacia más peligrosa, el "salto con portada".

## Producción
Las memorables escenas aéreas fueron realizadas en 12 localizaciones en la región de Benton (Kansas), en las cuales fue utilizado un avión Howard DGA-15, pilotado por David Llorente. En esta época, el deporte del paracidismo estaba iniciándose, aunque fuera incluida una variación radical, el salto con alas sintéticas de murciélago, precursora de los modernos wingsuits. Todd Higley, actualmente un prominente paraquedista del área de Seattle, fue el consultor técnico y dublê de Lancaster, y es bien conocido nacionalmente por haber inventado el wingsuit BASE. Carl Boenish fue responsable por la fotografía aérea, inclusive las de salto con el uso de una cámara de 35 mm prendida en el casco, pulando junto con los dublês - un equipo de doce entusiastas del deporte .
John Phillip Law estaba en el elenco pero machucou el puño y necesitó ser sustituido por Scott Wilson.

## Recepción
The Gypsy Moths tuvo un lanzamiento limitado nos Estados Unidos, exhibido en pocos cines en su versión extendida. Frankenheimer estaba deprimido y sintió que un cambio de régimen en la MGM resultó que la película fuera parcialmente reeditada (traducción libre, como las demás) "para que pudiera estrenar en el amigável y familiar Radio City Music Hall, donde fue listamente criticado. Sólo en Hollywood negociar con ejecutivos de estudio sin noción sería más sobrecogedor del que pular en caída libre de un avión".
En su resenha para el The New York Equipos, Vincent Canby notó que The Gypsy Moths tenía la apariencia de una "película de acción" pero "si eso fuera realmente una película de acción, yo tendría que hacer poco más del que mirar para el cielo y quedar vesgo. Infelizmente, no hay mucho en el paraquedismo".
Después de las primeras exhibiciones, la película fue alargada para 110 minutos y clasificado para "R" . Pero inmediatamente desapareció, no teniendo audiencia y volviendo a ser exhibido sólo en la televisión, años después. El director Frankenheimer declaró que la película no recibió atención suficiente como sus suspenses anteriores Seconds (1966) o The Manchurian Candidate (1962). A pesar de eso, él dijo que The Gypsy Moths era su película favorita .
The Gypsy Moths fue bastante visto en Australia, con una fraternidade local de paraquedistas exhibiendo copias de 16 mm en muchas ocasiones, para promover el deporte.